# Eleílson Farias de Moura
Eleílson Farias de Moura, meglio noto come Eleílson (Nova Era, 2 aprile 1985), è un ex calciatore brasiliano, di ruolo difensore.